# Morbello
Morbello est une commune italienne de la province d'Alexandrie dans la région du Piémont en Italie.

## Administration
| Période                                  | Période | Identité | Étiquette | Qualité |
| ---------------------------------------- | ------- | -------- | --------- | ------- |
|                                          |         |          |           |         |
| Les données manquantes sont à compléter. |         |          |           |         |

### Hameaux
Piazza, Costa, Vallosi

### Communes limitrophes
Cassinelle, Cremolino, Grognardo, Ponzone, Prasco, Visone